# Джаанр
Джаанр (jaanr, jnard, chhang) — алкогольний напій, подібний до пива, традиційний у східних Гімалаях, зокрама в східному Непалі, індійському штаті Сіккім і Бутані. Цей напій зазвичай готується удома, він простий в приготуванні та вимагає лише дешевих інгредієнтів. Напій готується з приготованих на пару риса, проса, пшениці або інших злаків, солод не використовується.